# Nikita Hains
Nikita Hains (Perth, 2 de noviembre de 2000) es una deportista australiana que compite en saltos de plataforma. Ganó una medalla de bronce en el Campeonato Mundial de Natación de 2024, en la prueba de equipo mixto.

## Palmarés internacional
| Campeonato Mundial | Campeonato Mundial | Campeonato Mundial | Campeonato Mundial |
| Año                | Lugar              | Medalla            | Prueba             |
| ------------------ | ------------------ | ------------------ | ------------------ |
| 2024               | Doha (Catar)       | Medalla de bronce  | Equipo mixto       |